# The White Sister
The White Sister er en amerikansk stumfilm fra 1915 af Fred E. Wright.

## Medvirkende
- Viola Allen som Donna Angela Chiaromonte.
- Richard Travers som Giovanni Severi.
- Florence Oberle som Chiaromonte.
- Thomas Commerford som Saracinesca.
- Emilie Melville.